# بيدرو إغناثيو دومينغيز
بيدرو إغناثيو دومينغيز هو سياسي مكسيكي، ولد في 9 سبتمبر 1971 في تشيهواهوا في المكسيك. نشط حزبياً في الحزب الثوري المؤسساتي. وقد انتخب عضو مجلس النواب المكسيك ‏.